# Grancey-sur-Ource
Grancey-sur-Ource [ɡʁɑ̃sɛ syʁ uʁs] ist eine französische Gemeinde mit 179 Einwohnern (Stand: 1. Januar 2022) im Département Côte-d’Or in der Region Bourgogne-Franche-Comté (vor 2016 Bourgogne); sie gehört zum Arrondissement Montbard und zum Kanton Châtillon-sur-Seine.

## Geographie
Grancey-sur-Ource liegt etwa 82 Kilometer nordnordwestlich von Dijon an der Ource. Umgeben wird Grancey-sur-Ource von den Nachbargemeinden Verpillières-sur-Ource im Norden, Cunfin im Nordosten, Autricourt im Osten und Südosten, Charrey-sur-Seine im Süden und Südwesten, Mussy-sur-Seine im Westen sowie Essoyes im Nordwesten.

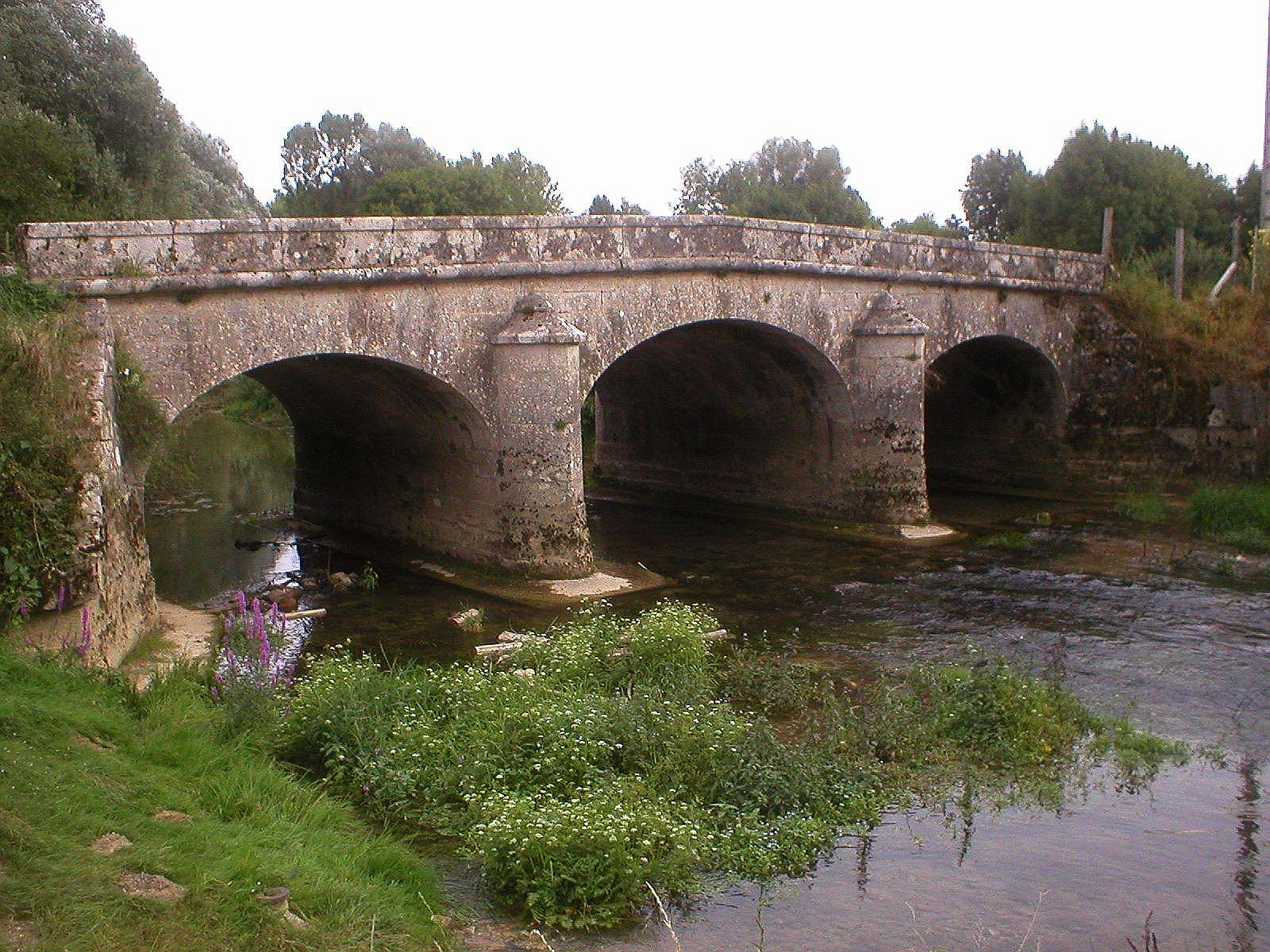
Die Ource in Grancey

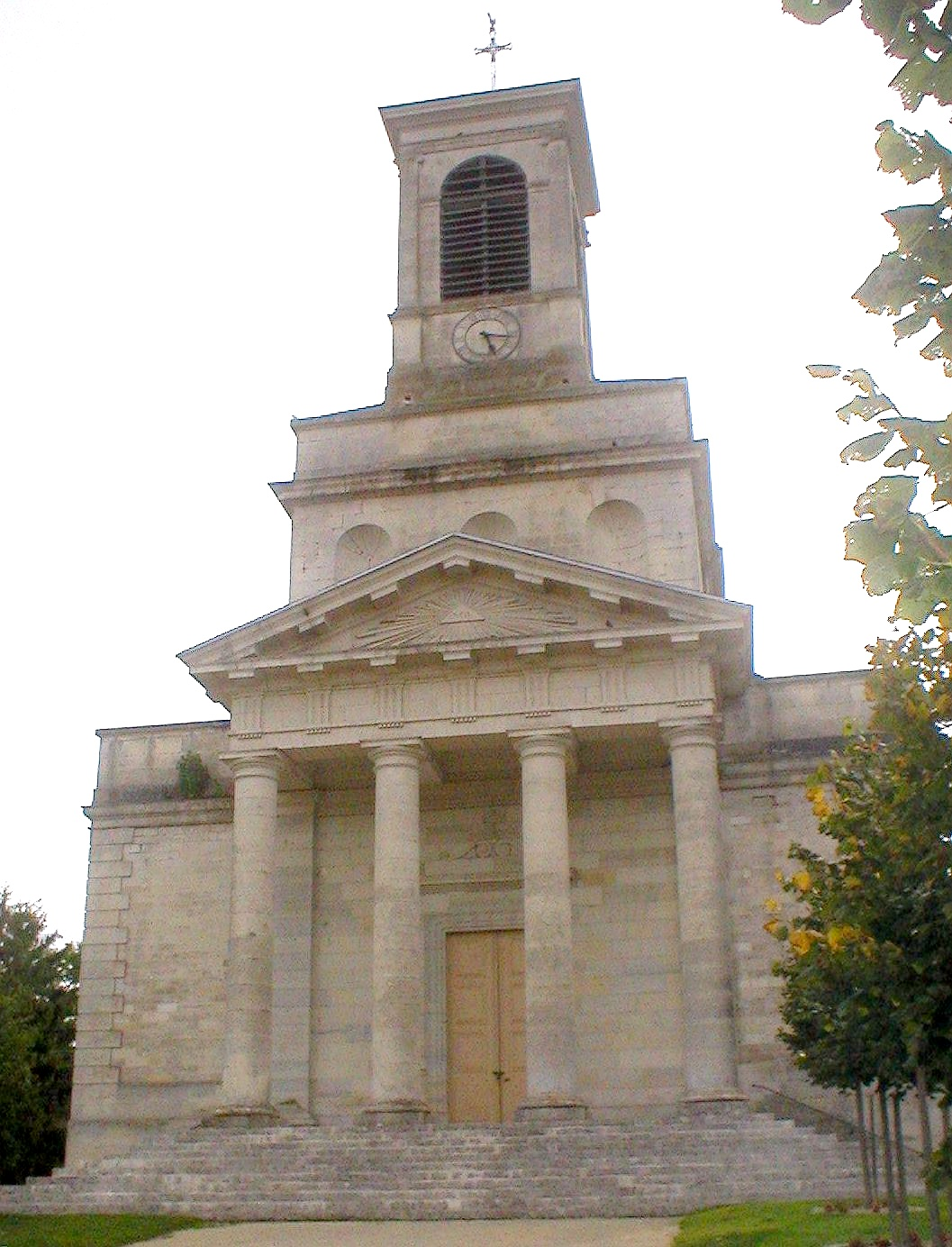
Kirche Notre-Dame-de-l’Assomption

## Bevölkerungsentwicklung
| Jahr                       | 1962 | 1968 | 1975 | 1982 | 1990 | 1999 | 2006 | 2019 |
| Einwohner                  | 348  | 316  | 282  | 253  | 237  | 213  | 203  | 196  |
| Quellen: Cassini und INSEE |      |      |      |      |      |      |      |      |

## Sehenswürdigkeiten
- Kirche Notre-Dame-de-l’Assomption, 1837 erbaut, Monument historique seit 1994
- Kapelle von Beauregard